# Наджаров, Рубен Александрович
Рубен Александрович Наджаров (арм. Ռուբեն Ալեքսանդրի Նաջարով; 1927—1995) — советский учёный и педагог, психиатр, доктор медицинских наук, профессор, член-корреспондент АМН СССР (1984).

## Биография
Родился 20 августа 1927 года в Кисловодске в семье врачей.
С 1944 по 1949 год обучался во Втором Московском государственном медицинском институте. 
С 1949 по 1952 год на клинической работе в Тамбовской областной психиатрической больнице в качестве врача-психиатра. С 1952 по 1955 год обучался в аспирантуре 
по кафедре психиатрии Центрального института усовершенствования врачей. С 1955 по 1957 год на научной работе в НИИ психиатрии в должности младшего научного сотрудника. С 1957 по 1958 и с 1962 по 1963 год на педагогической работе в Центральном институте усовершенствования врачей в должности ассистента кафедры военной психоневрологии военного факультета и с 1962 по 1963 год — доцент кафедры психиатрии этого института, одновременно с этим являлся — председателем специальной врачебно-трудовой экспертной комиссии социального обеспечения Ленинградского района Москвы.
С 1958 по 1961 и с 1963 по 1988 год на научной работе в Институте психиатрии АМН СССР в должности младшего и старшего научного сотрудника, с 1963 по 1966 год — заведующий отделом по изучению шизофрении, с 1966 по 1981 год — заместитель директора по науке этого института. С 1982 по 1988 год — заместитель директора по науке Всесоюзного научного центра психического здоровья АМН СССР и директор НИИ клинической психиатрии. 
Был председателем психиатрической комиссий по делу Борисова-Файнберга.
С 1988 года являлся консультантом Четвёртого Главного управления Министерства здравоохранения СССР. Евгений Чазов вспоминал, что считал его лучшим по тем временам специалистом.

### Научно-педагогическая деятельность
Основная научно-педагогическая деятельность Р. А. Наджарова была связана с вопросами в области психиатрии, в том числе эпидемиология шизофрении и 
клинический патогенез. Он занимался исследования в области социальной адаптации психически больных и психофармакотерапии. Р. А. Наджаров являлся экспертом по вопросам классификации психических болезней и руководителем центра по изучению шизофрении Всемирной организации здравоохранения (англ. World Health Organization, WHO).
В 1964 году защитил диссертацию на учёную степень доктор медицинских наук по теме: «К вопросу патогенеза и лечения симптомокомплекса Пика», в 1965 году получил учёное звание профессор. В 1984 году он был избран член-корреспондентом АМН СССР. Под руководством Р. А. Наджарова было написано около семидесяти научных работ, в том числе монографий, таких как: «Вопросы социальной и клинической психиатрии» (1969), «Шизофрения, Мультидисципли-нарное исследование» (1972), «Шизофрения, Руководство по психиатрии» (1983). Р. А. Наджаров являлся редактором редакционного отдела «Психиатрия» Большой медицинской энциклопедии.
Скончался 19 июля 1995 года в Москве. Похоронен в Москве на Донском кладбище (участок у колумбария 14).